# منتخب جزر الأنتيل الهولندية تحت 20 سنة لكرة القدم
منتخب جزر الأنتيل الهولندية تحت 20 سنة لكرة القدم (بالإنجليزية: Netherlands Antilles national under-20 football team)‏ هو ممثل جزر الأنتيل الهولندية الرسمي في المنافسات الدولية في كرة القدم في فئة كرة قدم تحت 20 سنة للرجال .